# خاقانية القرغيز
خاقانية القرغير ((بالصينية: 黠戛斯汗國)، قالب:Lang-otk) هي إمبراطورية تركمانية التي كانت موجودة منذ حوالي قرن من الزمان بين بدايات القرن 6 والقرن 13. 
حكمت الخاقانية شعب ينيسي القيرغيزي، الذي تواجد في جنوب سيبيريا منذ القرن السادس. بحلول القرن التاسع، أكد القرغيز هيمنتهم على خاقانية الأويغور الذين حكموا القرغيز سابقًا. تأسست الإمبراطورية كخاقانية من 539 إلى 1218، واستمرت 679 عامًا. شملت أراضي الخاقانية في أوجها لفترة وجيزة أجزاء من العصر الحديث الصين، و[[كازاخستان] ]، وقيرغيزستان، ومنغوليا، وروسيا. بعد القرن العاشر، كانت المعلومات عن ينيسي قرغيز قليلة. ويُعتقد أن الخاقانية ظلت موجودة في موطنها التقليدي حتى عام 1207.